# Txema García
Txema García, eigentlich Josep Manuel García Luena (* 4. Dezember 1974 in Andorra) ist ein ehemaliger Fußballspieler aus Andorra. Der Abwehrspieler ist 173 cm groß und wiegt 68 kg. Er spielte von 1998 bis 2009 insgesamt 71 Mal für die andorranische Fußballnationalmannschaft.
Auf Vereinsebene spielte er für den FC Andorra, FC Santa Coloma und den FC Encamp.